# Yagor Shpakovski
Yagor Shpakovski - en biélorusse : Ягор Шпакоўскі - né le 4 décembre 1997 à Minsk est un coureur cycliste biélorusse, membre de la sélection nationale biélorusse.

## Biographie
Yagor Shpakovski naît le 4 décembre 1997 à Minsk.
Il commence le cyclisme en 2012 à l'âge de 15 ans. Un an plus tard, il remporte le championnat de Biélorussie du contre-la-montre par équipes en catégorie Cadets. En 2014, il prend la 8e place du championnat national Juniors du contre-la-montre.
En 2015, il remporte le championnat de Biélorussie Juniors du contre-la-montre individuel et par équipes. Sélectionné en équipe de Biélorussie lors du Championnat d'Europe sur route à Tartu (Estonie), il prend la 30e place du contre-la-montre. Il termine également 11e du Chrono des Nations juniors.
Sur la piste, il termine 3e du championnat de Biélorussie juniors du kilomètre et 6e de l'omnium. Il termine également 9e du championnat d'Europe juniors du kilomètre et de poursuite par équipes à Athènes (Grèce). Il détient le record national junior sur le kilomètre.
Il intègre le Vélo Sport Hyèrois pour la saison 2016. Il se classe 2e de la finale de la Coupe de Biélorussie sur route. Il prend la 5e place du championnat de Biélorussie espoirs du contre-la-montre. Sur la piste, il remporte le Championnat Régional Provence et Côte d'Azur, et termine 3e de la course aux points lors de la Coupe de France Fenioux à Hyères.
Il intègre le Team Cycliste Azuréen pour la saison 2017. Il se classe 2e du Grand Prix de la ville de Nice. Lors des Championnats de Biélorussie de cyclisme sur route, il prend la 6e place du contre-la-montre espoirs et de la course en ligne de cette catégorie.
Sélectionné en équipe de Biélorussie lors du championnat d'Europe sur route à Herning (Danemark), il prend la 55e place de la course en ligne. Il termine également 88e du Tour de l'Avenir.
En 2018, il rejoint le Team Bricquebec-Cotentin. Lors des Championnats de Biélorussie de cyclisme sur route, il termine 4e du contre-la-montre espoirs et 3e de la course en ligne.
En 2020, il remporte avec son équipe Team Bricquebec Cotentin, la coupe de France DN3 après avoir terminé 2e du Tour de la Communauté d'Agglomération Saint-Avold Synergie, manche de la Coupe de France DN3. Lors des Championnats de Biélorussie de cyclisme sur route il remporte le titre Espoirs.

## Palmarès sur route
- 2013
  -  Champion de Biélorussie du contre-la-montre par équipes cadets
- 2014
  -  Champion de Biélorussie du contre-la-montre par équipes juniors
- 2015
  -  Champion de Biélorussie du contre-la-montre juniors
  -  Champion de Biélorussie du contre-la-montre par équipes juniors
- 2016
  - 2e de la finale de la Coupe de Biélorussie
  - 2e de la finale de la Coupe de Biélorussie (contre-la-montre)
- 2017
  - 2e du Grand Prix de la ville de Nice
- 2018
  - 3e du championnat de Biélorussie sur route espoirs
- 2020
  -  Champion de Biélorussie sur route espoirs
  - 2e du Tour de la Communauté d'Agglomération Saint-Avold Synergie
- 2024
  - 3e du championnat de Biélorussie du contre-la-montre
  - 3e du championnat de Biélorussie sur route

## Palmarès sur piste
- 2013
  -  Champion de Biélorussie de vitesse par équipes cadets
  - 2e du championnat de Biélorussie de poursuite par équipes cadets
- 2014
  -  Champion de Biélorussie de poursuite par équipes juniors
- 2015
  - 3e du Championnat de Biélorussie du kilomètre juniors
  - 9e du Championnat d'Europe du kilomètre juniors
  - 9e du Championnat d'Europe de poursuite par équipes juniors
- 2016
  - Champion Régional Provence et Côte d'Azur
  - 3e de la Coupe de France Fenioux à Hyères (course aux points)